# Je n'aime pas le classique, mais ça j'aime bien !
Albums
Je n'aime décidément pas le classique, mais ça j'aime bien!
(2010) Je n'aimerai jamais le classique, mais ça j'aime bien!
(2013)
Je n’aime pas le classique, mais ça j’aime bien ! est une compilation de musique classique créée en 2008 par le label Sony Classical en France.
À la suite de son succès, elle devient une collection à part entière et propose plusieurs opus destinés au grand public.

L’intérêt de cette dernière étant de désacraliser la musique classique afin de la rendre accessible au grand public et ce à petit prix, elle enregistre en 2013 déjà 1 million de disques vendus et reste depuis sa création au sommet du top classique français[réf. nécessaire].
Illustrée par des dessins humoristiques de Sempé, la série s’est déclinée en 4 opus principaux : 
- Je n’aime pas le classique, mais ça j’aime bien ! (2008)
- Je n’aime toujours pas le classique, mais ça j’aime bien ! (2009)
- J’aime bien le classique mais il faudra m’aider un peu… ! (2009)
- Je n’aime décidément pas le classique, mais ça j’aime bien ! (2010)
- Je n’aimerai jamais le classique, mais ça j’aime bien ! (2013)

Quelques compilations thématiques ont fait leur apparition :
- Je n'aime pas le jazz, mais ça j'aime bien ! (2009)
- Je n’aime pas le classique, mais ça j’aime bien ! Spécial enfants (2013)
- Je n’aime pas l’opéra, mais ça j’aime bien ! (2012)
- Je n’aime pas le piano, mais ça j’aime bien ! (2012)
- Je n’aime pas le violon, mais ça j’aime bien ! (2013)
- Je n'aime toujours pas le jazz, mais ça j'aime bien ! (2013)
- Je n'aime pas la guitare classique, mais ça j'aime bien ! (2014)
- Je n'aime pas le classique, mais Adagio j'aime bien ! (2014)
- Je n'aime pas le classique, mais avec les stars j'aime bien ! (2014)